# Helstar
Helstar — американская хэви-метал-группа, основанная в 1981 году в Хьюстоне.

## История
Первоначальным вокалистом в группе был Джон Диаз, однако начиная с 1982 и по наши дни, фронтменом является Джеймс Ривера.
В 1989 году выходит 4-й по счёту студийный альбом коллектива под названием Nosferatu, который был высоко оценен, получив преимущественно отличные отзывы и является наиболее известной работой группы.
Спустя 6 лет, в 1995-м, группа издает свой следующий, 5-й альбом Multiples of Black, для записи которого был привлечен бас-гитарист Megadeth Дэвид Эллефсон. Пластинка содержала также кавер-версию песни «Beyond the Realms of Death» известной британской группы Judas Priest.
После огромного перерыва в 12 лет, в 2007 году был выпущен 6-й студийный альбом Sins of the Past.
25 апреля 2014 на лейбле AFM Records выходит новый альбом This Wicked Nest, ставший 9-м в дискографии группы.

## Дискография

### Студийные альбомы
- Burning Star (1984)
- Remnants of War (1986)
- A Distant Thunder (1988)
- Nosferatu (1989)
- Multiples of Black (1995)
- Sins of the Past (2007)
- The King of Hell (2008)
- Glory of Chaos (2010)
- This Wicked Nest (2014)

### Демо
- 1983 demo (1983)
- Live demo (1983)
- Demolition (1990)
- 1993 demo (1993)
- Promo Demo 1993 (1993)

### Концертные альбомы
- Twas the Night of a Helish Xmas (2000)

### Бокс-сеты
- Rising from the Grave (2010)

## Видеография

### Видео
- Burning Alive (2006)
- 30 Years of Hel (2012)

## Участники

### Текущий состав
- Джеймс Ривера - вокал (1982-наши дни);
- Ларри Барраган - электрогитара (1981-1995, 2006-наши дни);
- Роберт Тревино - электрогитара (1985-1987, 2006-наши дни);
- Гаррик Смит - бас-гитара (2014-наши дни).

### Бывшие участники
- Джон Диаз - вокал
- Пол Медина - бас
- Том Роджерс - гитара
- Джерри Абарка - бас-гитара
- Франк Феррейра - ударные
- Андре Корбин - гитара
- Рассел ДеЛеон - ударные
- Эрик Хальперн - гитара

## Кавер-версии песен
Американская пауэр-метал Distant Thunder записала кавер-версию песни «Run with the Pack», она вошла на единственный студийный альбом Welcome the End (2004), туда же вошел и кавер на знаменитую песню «Restless and Wild» (1982) немецкой группы Accept.